# Tapiena hainanensis
Tapiena hainanensis är en insektsart som beskrevs av Liu, Xiangwei och Wei Ying Hsia 1996. Tapiena hainanensis ingår i släktet Tapiena och familjen vårtbitare. Inga underarter finns listade i Catalogue of Life.